# Доротей Мосхидис
Вижте пояснителната страница за други личности с името Доротей.
Доротей (на гръцки: Δωρόθεος, Доротеос) е гръцки духовник, епископ на Вселенската патриаршия.

## Биография
Роден е със светското име Мосхидис (Μοσχίδης) в тракийското градче Хора в 1862 година. Завършва Семинарията на Халки в 1890 година и заминава за Александрия и Смирна. На 5 ноември 1896 година в „Света Евфимия“ в Халкидон архимандрит Доротей е ръкоположен за евдоксиадски епископ, викарен епископ на митрополит Йоаким Халкидонски. Ръкополагането е извършено от митрополит Йоаким Халкидонски в съслужение с митрополитите Дионисий Ганоски и Хорски, Василий Литицки, Йоаникий бивш дискатски, и Калиник бивш мъгленски. На 29 юни 1901 година е избран за епископ на Ардамерската епископия и остава на поста в Галатища до смъртта си на 13 май 1911 година. Активно подкрепя гръцката въоръжена пропаганда в Македония.